# Jan Sadílek
Jan Sadílek (16. května 1884 Hlinsko – 8. července 1940 Praha) byl příslušníkem československých legií v Rusku, účastník bitvy u Zborova. Zapojil se do I. a II. odboje. Za protektorátu byl členem ilegální organizace Obrany národa (ON). V řadách ON působil jako blízký spolupracovník Josefa Balabána, vydavatel ilegálního časopisu V boj a organizátor přechodů lidí přes hranice protektorátu do emigrace v cizině. V létě 1940 byl dopaden gestapem a podroben tvrdým výslechům, které ukončil po třech dnech sebevraždou.

## První světová válka a legie
Major pěchoty ve výslužbě Jan Sadílek byl původním povoláním úředník. Za první světové války přeběhl do ruského zajetí a přihlásil se do československých legií – 8. července 1940). V legiích byl zařazen jako velitel oddílu rozvědčíků. Účastnil se bitvy u Zborova, kde byl zraněn. Působil krátce jako náborový komisař v zajateckých táborech, poté byl jmenován důstojníkem výzvědné služby. V době sibiřské anabáze zastával funkci podnáčelníka štábu podplukovníka Vojtěcha Vladimíra Klecandy.
Národní listy zveřejnily v roce 1937 jeho osobní vzpomínku k dvacátému výročí bitvy u Zborova.

## 1918 až 1924
Po návratu do vlasti byl zařazen jako přednosta (náčelník) skupiny zpravodajského oddělení hlavního štábu. Stal se tak zakladatelem československého vojenského zpravodajství – předchůdce Františka Moravce. V této funkci působil až do roku 1924, kdy byl penzionován ze zdravotních důvodů (vřed na dvanáctníku).

## 1924 až 1938
Po roce 1924 se věnoval soukromému podnikání, působil jako dozorčí důstojník branné výchovy v Praze XVI, vykonával funkci náčelníka polovojenské organizace Branného svazu (sboru) československých motoristů (BSČM) v Praze XVI. a XVII.

## Protektorát a odboj
Na podzim roku 1939 se Sadílek zapojil do ilegální odbojové organizace Obrana národa (ON).

### Převody lidí do exilu
V rámci svého působení v řadách odbojářů Obrany národa se Jan Sadílek stal (spolu s Jaroslavem Kašparem) koordinátorem „exportu“ ohrožených osob za hranice protektorátu. Do léta 1940 fungovala v dnešním Veletržním paláci (Dukelských hrdinů 530/47, Praha 7) ilegální přepážka (místo, kde si odbojáři navzájem předávali informace), kde se také připravovaly odchody za hranice. Pro Josefa Balabána zde vyzvedával Sadílek velké množství zpráv, což souviselo i s jeho zpravodajskými povinnostmi (viz dále).

### Zpravodajská činnost
Když šéf zpravodajského oddělení major Jaroslav Hájíček odešel na podzim roku 1939 do exilu, Sadílek fungoval (od jara 1940) jako Hájíčkův nástupce. Z titulu této své funkce se také často setkával s Josefem Mašínem, Václavem Morávkem a Josefem Balabánem.

### Fiktivní zaměstnání
Zakládající člen ilegální organizace ÚVOD a PÚ odbojář Antonín Pešl zajistil fingované pracovní místo ve firmě „Lehký a Bambas“ – obchod s domácími spotřebiči (firma sídlila v Kozí ulici na Praze 1) pro další odbojáře a to především pro bývalé zpravodajské důstojníky, mezi kterými byl též major Jan Sadílek.

### Karlínská firma
Kromě tohoto „zaměstnání“ měl Jan Sadílek vlastní firmu – obchod a výrobu prostředků na hubení hmyzu a dezinfekčních přípravků „Gutha“. Firma sídlila v Karlíně v ulici Vítkova 241/10 (na Praze 8; v letech 1940 až 1945 se ulice jmenovala Terezínská – německy Theresienstadter Strasse). Ve spolupráci s Josefem Sejkorou (z první garnitury vydavatelů) se tady v říjnu 1939 také tiskl ilegální časopis „V boj“ (viz dále). Po spuštění práce „holešovické“ redakce časopisu „V boj“ začalo gestapo střežit tento obchod. Někdy v březnu 1940 nebo dubnu 1940 se Janu Sadílkovi podařilo z obchodu nepozorovaně vynést průtiskové rozmnožovací stroje. Jeden z nich byl umístěn v holešovickém bytě Ladislava Brázdy (viz dále). Druhý převezl podplukovník Josef Mašín do klempířské dílny Josefa Líkaře na Bílé Hoře, kde pak za pomoci plukovníka Čeňka Teringla vzniklo další ilegální tiskařské pracoviště.

### Ilegální časopis V boj
Major Jan Sadílek se znal s Karlem Lukešem ještě z předválečné doby z působení v BSČM. (Sadílek šéfoval smíchovské pobočce BSČM, Lukeš stál v čele holešovické pobočky BSČM.) Karel Lukeš pracoval za protektorátu v cenzurním oddělení zahraničního tisku na policejním ředitelství a znal se s majorem Josefem Škaldou. Když Škalda založil Družstvo v prvním sledu a začal vydávat ilegální týdeník V boj dodával mu Lukeš informace ze zahraničního tisku. Major Jan Sadílek se spolu s Karlem Lukešem okrajově podíleli již na vydávání časopisu V boj spolu s první garniturou jeho vydavatelů (Družstvo v prvním sledu).
Když bylo v listopadu 1939 „Družstvo“ gestapem likvidováno, ukrývali se společně Lukeš se Sadílkem v bytě bankovního úředníka (a pokladníka BSČM) Ladislava Brázdy v Holešovicích v ulici „U průhonu“ (U průhonu 1142/4, Praha 7). Po rozpadu první garnitury vydavatelů „V boje“ se Karel Lukeš a Jan Sadílek zasloužili o pokračování vydávání časopisu V boj. Jejich zásluhou vyšlo na přelomu listopadu 1939 a prosince 1939 první číslo „vojenské mutace“ časopisu V boj. Toto číslo bylo tištěno v bytě Ladislava Brázdy (odtud se nazývá „vojenská mutace“ časopisu V boj někdy též jako „holešovická“ nebo jen „vydání H“). Jan Sadílek se stal jedním z hlavních vydavatelů tohoto periodika. (Spolu s majorem Janem Čížkem dodávali tiskařům „V boje“ články.) Časopis se tiskl s pomocí lidí z okruhu holešovické pobočky BSČM Jiřího Pujmana, Josefa Berendy a Šárky Boháčkové. Náklad jednoho čísla se pohyboval údajně kolem 6.000 exemplářů. Celkem vydala „holešovická“ sekce 44 čísel časopisu V boj.
V únoru 1940 jednal major Jan Sadílek (z pověření Obrany národa) s vydavateli tzv. „spořilovské“ (civilní) mutace časopisu V boj o zrušení dvojkolejnosti vydávání „V boje“ a o zastavení práce spořilovské redakce. Tato redakce navazovala přímo na rozbité „Družstvo v prvním sledu“. V jeho čele stála Irena Bernášková (známa jako „Inka“ alias „Američanka“), která pokračovala ve vydávání „V boje“ (spolu se svým otcem Vojtěchem Preissigem) jako přímá nástupkyně Josefa Škaldy. Únorové jednání Sadílka s Bernáškovou skončilo nezdarem a ze strany Inky bylo zastavení „spořilovské“ redakce striktně odmítnuto.

### Dopadení Jana Sadílka
Před svým zatčením (na jaře 1940 a v létě 1940) se ukrýval Jan Sadílek v kostele sv. Cyrila a Metoděje (Resslova 307/9, Praha 2), kde působil biskup pravoslavné církve Gorazd Matěj Pavlík, který již od počátku protektorátu spolupracoval s odbojem.
Gestapo po dlouhém pátrání dopadlo Jana Sadílka 4. července 1940 v Preslově ulici na Smíchově. Na místě jeho zatčení (Preslova 652/19, Praha 5) je pamětní deska (viz níže), která byla odhalena již roku 1946.
I přes fakt, že byl Jan Sadílek v ilegalitě, chodil si na nedaleký poštovní úřad vyzvedávat svůj vojenský důchod. Předával mu jej nejspíše pokaždé před poštou poštovní doručovatel. Gestapo si zjistilo způsob předávání a toho dne (4. července 1940) sledovalo listonoše, který mu doručoval penzi a ke kterému se Jan Sadílek na ulici přihlásil. V inkriminovaný okamžik se osmice úředníků gestapa dostavila na místo a po krátké honičce a potyčce Sadílka přemohla.
Po Sadílkově zatčení převzal část odbojových aktivit Josef Balabán. Po zatčení byl Jan Sadílek vězněn v Petschkově paláci a byl podroben brutálním výslechovým metodám ve snaze vytěžit z něj především informace o Josefu Balabánovi a jeho skupině. Po třech dnech věznění a výslechů spáchal major Jan Sadílek ve vězení sebevraždu (skokem z okna; některé prameny hovoří o otravě jedem; jiné prameny uvádějí, že Jan Sadílek zemřel na následky brutálních výslechů).

## Vyznamenání Jana Sadílka
- Československý válečný kříž 1914–1918[7]
- Řád sokola (Štefánikův řád) s meči[7]
- Československý válečný kříž 1939 – udělen in memoriam[7]

## Pamětní desky

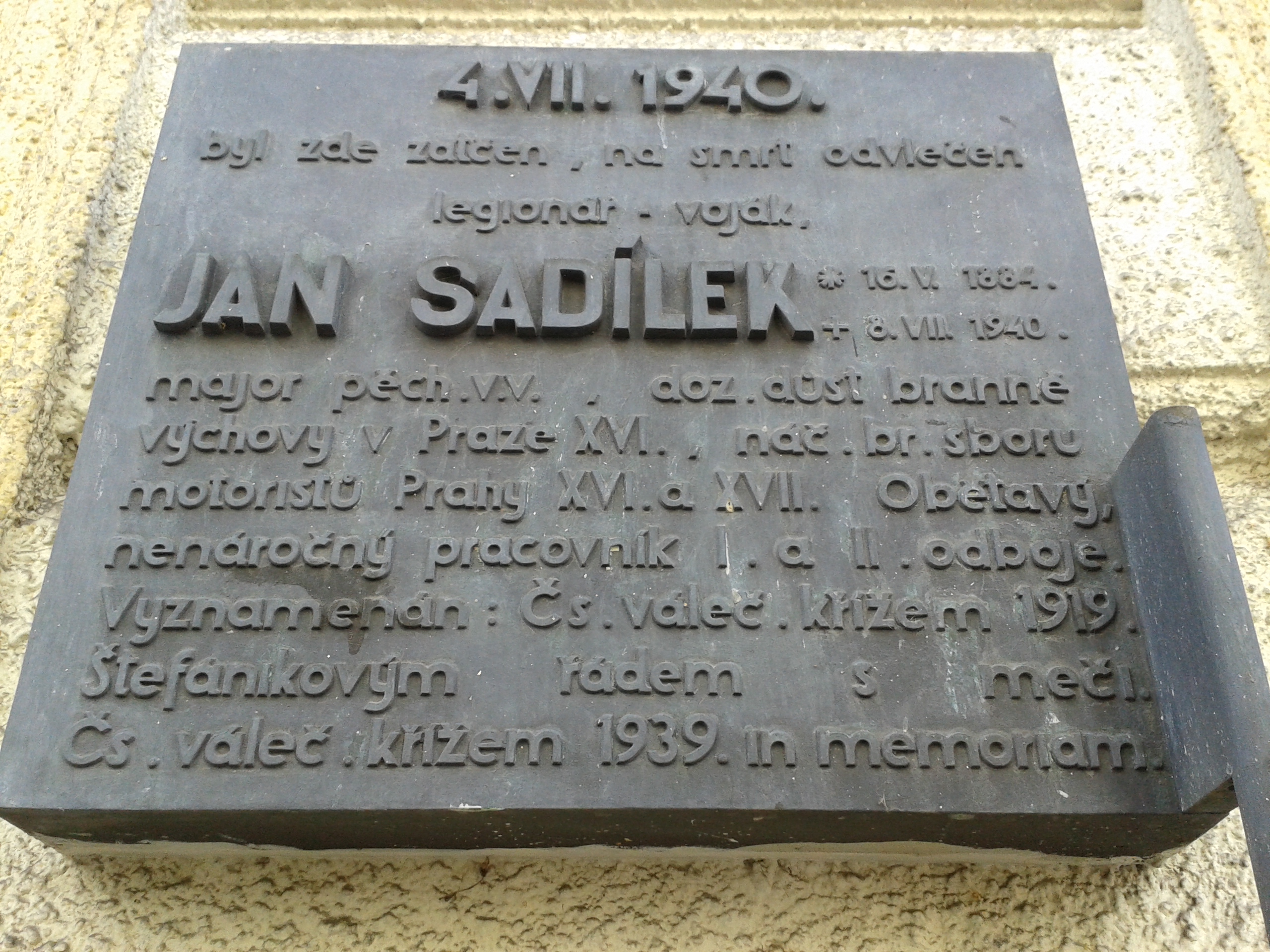
Bronzová pamětní deska na domě čp. 652 v Preslově ulici 19, Praha 5-Smíchov

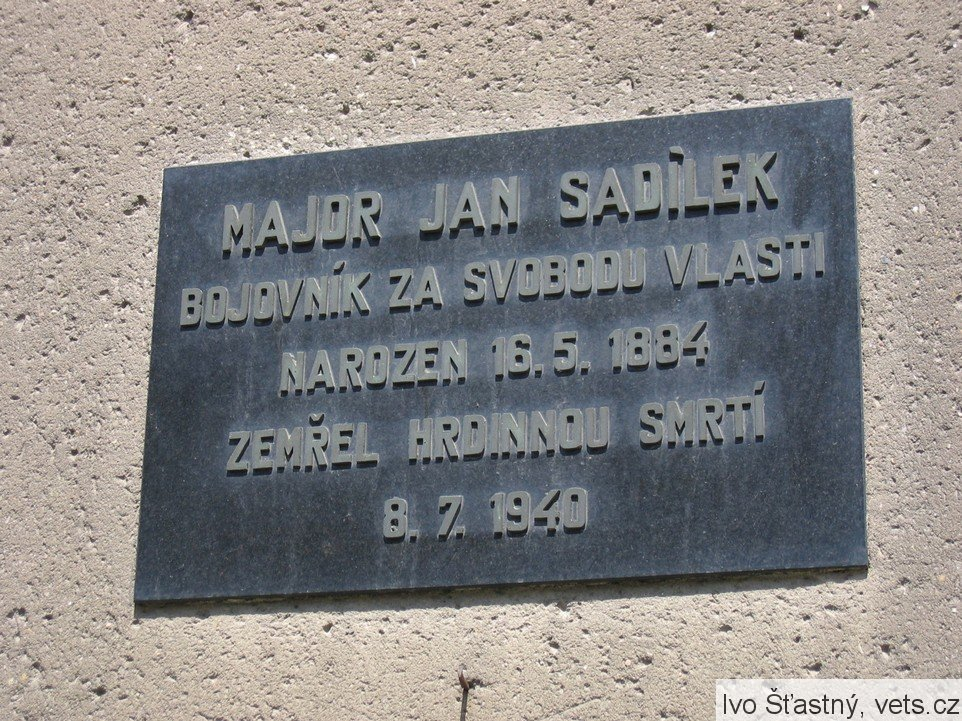
Pamětní deska v Hlinsku

### Pamětní deska v Preslově ulici
Na domě čp. 652 v Preslově ulici 19, Praha 5-Smíchov je bronzová pamětní deska. Deska byla původně umístěna na domě Preslova 443/21, který však zanikl demolicí při rozšiřování ulice V Botanice (z toho důvodu byla pamětní deska přemístěna na sousední dům Preslova 652/19).  Na desce je nápis:
4.VII.1940. 

BYL ZDE ZATČEN, NA SMRT ODVLEČEN 
LEGIONÁŘ – VOJÁK, 
JAN SADÍLEK * 16.V.1884. † 8.VII.1940. 
MAJOR PĚCHOTY V.V., DOZ. DŮST. BRANNÉ 
VÝCHOVY V PRAZE XVI., NÁČ. BR. SBORŮ 
MOTORISTŮ PRAHY XVI. A XVII. OBĚTAVÝ, 
NENÁROČNÝ PRACOVNÍK I. A II. ODBOJE. 
VYZNAMENÁN: ČS. VÁLEČ. KŘÍŽEM 1919, 
ŠTEFÁNIKOVÝM ŘÁDEM S MEČI., 
ČS. VÁLEČ. KŘÍŽEM 1939. IN MEMORIAM.

### Pamětní deska v Hlinsku
Je umístěna v Hlinsku na škole v Blatenské ulici.  Na desce je nápis:
     MAJOR JAN SADÍLEK 
BOJOVNÍK ZA SVOBODU VLASTI 
    NAROZEN 16.5.1884 
ZEMŘEL HRDINNOU SMRTÍ 
          8.7.1940